# Fashion Rocks 2007
Fashion Rocks 2007 o Swarovski Fashion Rocks 2007 es la cuarta gala anual del festival de moda. La gala se celebró en Londres en el Royal Albert Hall, la celebración fue dirigida por Uma Thurman y Samuel L. Jackson.

## Artistas invitados
| Invitados a la Gala                                              |                                  |
| ---------------------------------------------------------------- | -------------------------------- |
| Naomi Campbell                                                   |                                  |
| Whitney Houston                                                  | Domenico Dolce y Stefano Gabbana |
| Kate Moss                                                        |                                  |
| Claudia Schiffer                                                 |                                  |
| Timbaland                                                        |                                  |
| El "Principe Pablo de Grecia" y su esposa "Marie Chantal-Miller" |                                  |
| La "Princesa Beatriz de Inglaterra"                              |                                  |
| Naomi Watts                                                      |                                  |
| Uma Thurman                                                      |                                  |

## Presentaciones Musicales
Este es el orden en que se presentaron los artistas para amenizar las diferentes firmas de la moda:
| Artista                          | Diseños desfilando   | Single                  |
| -------------------------------- | -------------------- | ----------------------- |
| Alicia Keys                      | Armani Privé         | No One                  |
| Joss Stone                       | Calvin Klein         | Baby Baby Baby          |
| Lily Allen                       | Chanel Haute Couture | LDN                     |
| Timbaland, Keri Hilson, y D.O.E. | Dolce & Gabbana      | The Way I Are           |
| Róisín Murphy                    | Gucci                | Overpowered             |
| Shirley Bassey                   | Marchesa             | S'Wonderful/Big Spender |
| Shy Child                        | Stella McCartney     | Drop The Phone          |
| Nicole Scherzinger               | Valentino            | Baby Love               |
| Iggy Pop                         | Versace              | I Wanna Be Your Dog     |
| Marc Almond                      | Yves Saint Laurent   | Strangers In The Night  |

## Organización Benéfica
La organización benéfica a la que apoyaron ese año fue la Prince's Trust que ayuda en el campo del estudio a los niños y adolescentes sin un fondo económico con el que puedan pagar sus estudios. [cita requerida]